# Озерки (Конаковський район)
Озерки (рос. Озерки) — селище в Конаковському районі Тверської області Російської Федерації.
Населення становить 1951 особу. Входить до складу муніципального утворення селище Ізоплит.

## Історія
Від 2005 року входить до складу муніципального утворення селище Ізоплит.

## Населення
| 2010  | 2012  | 2013  | 2014  | 2015  | 2016  | 2017  |
| ----- | ----- | ----- | ----- | ----- | ----- | ----- |
| 2156  | ↘2133 | ↘2125 | ↘2114 | ↘2093 | ↗2096 | ↘2087 |
| 2018  | 2019  | 2020  | 2021  |       |       |       |
| ↘2065 | ↘2037 | ↘1994 | ↘1951 |       |       |       |